# The Ring / The Ring Two
The Ring / The Ring Two is de originele soundtrack van de Amerikaanse horrorfilms The Ring (2002) en The Ring Two (2005). Dit compilatiealbum van deze twee films werd uitgebracht op 15 maart 2005 door Decca Records.

## The Ring / The Ring Two - Original Motion Piture Soundtrack
De originele filmmuziek van de eerste film werd nooit officieel uitgebracht, maar verscheen wel op een bootleg. Omdat er een vervolg film in 2005 werd uitgebracht, werd de muziek uit de eerste film meegenomen op de soundtrack van de tweede film. Hiermee werden sommige nummers gemixt door beide films. Het album bevat ook vier remixen van filmmuziek.
De muziek op dit album bestaat uit filmmuziek van de eerste film die gecomponeerd werd door Hans Zimmer, en de muziek van de tweede film die gecomponeerd is door Zimmer en met nieuwe thema's die voornamelijk door Henning Lohner en Martin Tillman zijn gecomponeerd met hulp van Trevor Morris, Clay Duncan en Bart Hendrickson. De remixen werden gemaakt door Al Clay, Bart Hendrickson, Clay Duncan, Jörg Hütter, Slamm Andrews en Trevor Morris. James Dooley had ook aan de eerste film mee geholpen, maar zijn bijdragen is niet meegenomen in de tracklist.
De filmmuziek bestaat voornamelijk uit klassieke muziek waarbij de melodieën zijn afgewisseld door een piano, viool en cello. De vocale soliste van de filmmuziek was Gina Segell. Het orkest voor de eerste film werd begeleid door Fiachra Trench en de tweede film door Gavin Greenaway. Opnames vonden plaats in de Air Studios in Londen. Het nummer "The Well" is het hoofdthema uit de films. Het nummer "This Is Going to Hurt" wordt vaak vermeld als beste track op het album.

### Tracklijst
| Nr. | Titel                           | Film(s)                | Componist(en)                                | Duur  |
| --- | ------------------------------- | ---------------------- | -------------------------------------------- | ----- |
| 1   | The Well                        | The Ring, The Ring Two | Zimmer, Lohner                               | 11:24 |
| 2   | Before You Die You See the Ring | The Ring               | Zimmer                                       | 7:09  |
| 3   | This Is Going to Hurt           | The Ring Two           | Zimmer, Tillman                              | 2:47  |
| 4   | Burning Tree                    | The Ring, The Ring Two | Zimmer, Lohner, Tillman, Morris              | 10:13 |
| 5   | Not Your Mommy                  | The Ring Two           | Zimmer, Tillman, Ducan                       | 3:59  |
| 6   | Shelter Mountain                | The Ring Two           | Zimmer, Tillman, Morris                      | 4:10  |
| 7   | The Ferry                       | The Ring Two           | Zimmer, Lohner, Tillman, Morris, Hendrickson | 3:15  |
| 8   | I'll Follow Your Your Voice     | The Ring, The Ring Two | Zimmer, Lohner                               | 6:28  |
| 9   | She Never Sleeps (Remix)        |                        |                                              | 2:17  |
| 10  | Let the Dead Get In (Remix)     |                        |                                              | 3:59  |
| 11  | Seven Days (Remix)              |                        |                                              | 3:24  |
| 12  | Television (Remix)              |                        |                                              | 4:00  |

## The Ring - Music From The Motion Picture - 20th Anniversary Edition
The Ring is de tweede officiële soundtrack, ter gelegenheid van de twintigste verjaardag van de film The Ring. Het dubbelalbum van Hans Zimmer werd uitgebracht op 4 oktober 2022 door La-La Land Records in een oplage van drieduizend exemplaren.

### Tracklijst
Disc 1: Score Presentation
| Nr. | Titel                                                    | Duur |
| --- | -------------------------------------------------------- | ---- |
| 1   | Funerals Suck / Mother & Child                           | 2:24 |
| 2   | Katie’s Face* / Katie’s Room*                            | 1:06 |
| 3   | No More Faces / Research                                 | 0:52 |
| 4   | Wednesday** / First Viewing                              | 0:43 |
| 5   | Apartments / Voice Mail Sucks                            | 1:07 |
| 6   | Pretty Fly for a White Girl / Snakes and Ladders         | 1:11 |
| 7   | Interview With a Vampire / Ahh, Lighthouse**             | 2:24 |
| 8   | Smart Is Sexy                                            | 3:37 |
| 9   | Super Mom / Aidan Sees the Tape                          | 1:27 |
| 10  | Page After Page / Montages-R-Us / Ferry Boat to Ride     | 2:30 |
| 11  | Brown Horse Down                                         | 2:05 |
| 12  | You In Here Anna? / In Motion / Knock                    | 2:22 |
| 13  | VHS Sucks**                                              | 1:50 |
| 14  | Survey Says / Aidan’s Painting                           | 2:04 |
| 15  | Imminent Snoopage                                        | 4:18 |
| 16  | Rachel Realizes                                          | 0:38 |
| 17  | In the Barn                                              | 3:02 |
| 18  | Day 7, Shelter Mountain / God I Hate Television**        | 2:44 |
| 19  | Shoo, Flies!* / Um, Why Is the Lid Shutting? / Floating* | 1:28 |
| 20  | Just Hold Me / Mom, Dad, Blanket                         | 5:12 |
| 21  | Morning Sunshine / This Is Gunna Leave a Mark… / Run     | 2:57 |
| 22  | Burn Baby Burn                                           | 1:22 |
| 23  | End Credits**                                            | 8:22 |

Disc 2: Bonus Tracks
| Nr. | Titel                                                            | Duur  |
| --- | ---------------------------------------------------------------- | ----- |
| 1   | The Ring Theme (WILD AT MV)                                      | 1:42  |
| 2   | The Ring Suite                                                   | 11:06 |
| 3   | Samara’s Song (FEAT. GINA SEGALL)                                | 0:51  |
| 4   | Katie and Becca* (UNUSED)                                        | 3:53  |
| 5   | Funerals Suck (NO PIANO)                                         | 1:35  |
| 6   | Wednesday (FILM VERSION)                                         | 0:36  |
| 7   | First Viewing (FILM VERSION)                                     | 0:16  |
| 8   | Apartments (ALTERNATE)                                           | 0:49  |
| 9   | Aidan Sees the Tape (FILM VERSION)                               | 1:15  |
| 10  | Ferry Boat to Ride (FILM VERSION)                                | 0:47  |
| 11  | Carousel Music Box                                               | 1:49  |
| 12  | Brown Horse Down (FILM VERSION WITH MOTOR)**                     | 2:05  |
| 13  | You In Here Anna? / In Motion (ALT.) / Knock                     | 2:22  |
| 14  | Survey Says (FILM VERSION)                                       | 1:02  |
| 15  | In the Barn / Music Box / Day 7, Shelter Mountain (FILM VERSION) | 4:13  |
| 16  | Just Hold Me / Mom, Dad, Blanket (ALTERNATE)                     | 4:53  |
| 17  | The Ring Theme (WILD AT AIR)                                     | 1:13  |

```
* Niet gebruikt in film
** Bevat materiaal dat niet in film wordt gebruikt
```